# Luís Amadeu, Duque dos Abruzos
Luís Amadeu José Maria Ferdinando Francisco, Duque dos Abruzos (Madrid, 29 de janeiro de 1873 – Villabruzzi, 18 de março de 1933) foi um alpinista, militar e explorador italiano. Era o terceiro filho de Amadeu I de Espanha e sobrinho de Humberto I da Itália.
Entre 1892-1896 escalou diversas montanhas nos Alpes e esteve em serviço na Somália. Em 1897 escalou o monte Santo Elias (Alasca), determinando-lhe a sua altitude e origem geológica, e no ano seguinte os Grandes Jorasses. Delimitou a norte a Terra de Francisco José e demonstrou a inexistência da Terra de Petermann. Em 1904-1905 faz uma segunda viagem de circum-navegação; e em 1906 alcançou o cume dos Montes Ruvenzori (África). Em 1909 organizou uma expedição para escalar o monte Austen, na cordilheira de Caracórum (noroeste da Índia), mas esta foi abandonada. Em seguida tentou escalar a montanha Chogolisa, mas também tentativa foi abandonada, devido ao mau tempo  má visibilidade, tendo chegado a uma altitude de 7500 m, apenas 150 m do cume. Esta expedição estabeleceu um recorde mundial de altitude à época.
Durante a Primeira Guerra Mundial comandou a esquadra italiana e auxiliou os Aliados.

## Últimos anos
O duque de Abruzzi faleceu em 18 de março de 1933, em Jowhar, cerca de 90 km a norte de Mogadíscio, na então Somália italiana. Em 1920, tinha fundado em Jowhar a "Aldeia do Duque de Abruzzi" (Villaggio Duca degli Abruzzi ou Villabruzzi).  A Villaggio Duca degli Abruzzi era uma comunidade agrícola que experimentava novas técnicas de cultivo. Em 1926, a colónia tinha 16 aldeias, com 3000 habitantes somalis e 200 italianos.

## Expedição ao Ártico
Luigi Amadeo organizou em 1899-1900 um grupo com o objetivo de alcançar o Polo Norte. Na primavera chegaram a Christiania, a capital da Noruega (hoje em dia chama-se Oslo), com 10 companheiros. O duque adquiriu o Jason, um baleeiro de vapor de 570 toneladas. Renomeado como Stella Polare (Estrella Polar), o navio empreendeu a expedição através do mar congelado. Em 12 de junho o grupo dirigiu-se para o porto russo de Arkhangelsk no mar Branco.
Em 30 de junho, o Stella Polare ancorou no porto de Arkhangelsk e o duque foi recebido solenemente pelo governador Engelhardt. Em 12 de julho navegaram para norte, com vinte homens na expedição, noruegueses e italianos, entre eles o capitão Cagni, o tenente F. Querini e o doutor A. Cavalli Molinelli. Tinham previsto ir até à Terra de Francisco José, no deserto ártico, a estabelecer um acampamento onde se alojar e, depois, chegar ao Polo Norte em trenós puxados por cães através do mar congelado.
Fixado o acampamento de inverno na ilha chamada "Ilha Rudolfo" ou "Terra do Príncipe Rudolfo", o Stella Polare ficou apresado pelo gelo. A expedição sofreu a noite ártica e o duque foi vítima de congelamento, tendo o médico de lhe amputar dois dedos. Estando o comandante mutilado, deixou de estar apto para liderar a expedição polar. Luigi Amedeo delegou então o comando em Umberto Cagni, que partiu nos trenós para norte em 11 de março. Os cães carregavam alimentos e outros bens para uma marcha de três meses. A expedição chegaria à latitude 86°34'N, num ponto 35 km mais a norte que os 86°14'N, a marca conseguida em 1895 por Nansen e Johansen. Este foi assim um novo Farthest North.